# Блики в золотом глазу (фильм)
«Блики в золотом глазу» (другое название «Отражения в золотом глазу», англ. Reflections in a Golden Eye) — американский триллер, поставленный режиссёром Джоном Хьюстоном по одноимённому роману Карсон Маккалерс. Премьера фильма состоялась 11 октября 1967 года.

## Сюжет
1948 год. Майор армии США Уэлдон Пендертон, импотент и латентный гомосексуал, женат на инфантильной Леоноре, при любой возможности высмеивающей его мужскую несостоятельность. Он вымещает свою злость на её лошади, и жена мстит ему, унижая перед гостями ударами плётки по лицу. Леонора к тому же изменяет Уэлдону с их соседом подполковником Моррисом Лэнгдоном, жена которого после смерти их ребёнка отрезала себе соски садовыми ножницами и ищет утешения в обществе женоподобного слуги. Уэлдон же домогается одного статного сержанта — фетишиста.

## В ролях
- Элизабет Тейлор — Леонора Пендертон
- Марлон Брандо — майор Уэлдон Пендертон
- Брайан Кит — подполковник Моррис Лэнгдон
- Джули Харрис — Элисон Лэнгдон
- Зорро Давид — Анаклето
- Гордон Митчелл — сержант
- Ирвин Даган — капитан Мюррей Уэйнчек
- Фэй Спаркс — Сюзи
- Роберт Форстер — рядовой Уильямс
- Эд Мецгер — рядовой Фрэнк Брайан

## Съёмочная группа
- Режиссёр-постановщик: Джон Хьюстон
- Сценаристы: Глэдис Хилл, Чапмен Мортимер
- Продюсеры: Рэй Старк, Джон Хьюстон
- Операторы: Альдо Тонти, Освльд Моррис
- Композитор: Тосиро Маюдзуми
- Художник-постановщик: Стивен Б. Граймз
- Художник по костюмам: Дороти Джикинс
- Гримёры: Амато Гарбини, Фрэнк Ля Рю, Фил Роудс
- Монтажёр: Расселл Ллойд
- Звукорежиссёры: Джон Кокс, Бэзил Фентон-Смит, Лесли Ходжсон
- Дирижёр: Маркус Додс

## Оценки
По мнению Роджера Эберта, фильм, поставленный строго по книге Карсон Маккалерс, оказался лучше, чем можно было ожидать. Критик особо отметил игру исполнителей главных ролей — Марлона Брандо и Элизабет Тейлор.

## Номинации
1968 — номинация на премию Сообщества кинокритиков Нью-Йорка в категории «Лучший актёр второго плана» — Брайан Кит.

## Факты
Фотография Брандо в военном мундире из фильма «Блики в золотом глазу» была использована в фильме «Апокалипсис сегодня» 1979 года для иллюстрации досье полковника Курца, которого сыграл Брандо.